# Michelle Bromley
Michelle Bromley (Blacktown, New South Wales, 24 december 1987) is een Australisch professioneel tafeltennisster. Zij speelt rechtshandig met de shakehandgreep.
Zij nam namens haar land deel aan de Olympische Zomerspelen 2020 maar won geen medailles.